# Orchestre national de Belgique
L’Orchestre national de Belgique, qui a officiellement anglicisé son nom en mai 2017 (Belgian National Orchestra), est un orchestre symphonique belge, basé à Bruxelles.

## Historique
Fondé en 1936, l'orchestre est résident au Palais des beaux-arts de Bruxelles (BOZAR) construit peu avant, et se produit dans la salle Henry Le Bœuf du palais. Dès ses débuts, l'orchestre se produit avec les solistes, lors du Concours Reine Elisabeth, créé en 1937.
Il est d'abord dirigé par un chef permanent pour les concerts de la société philharmonique entre 1936 et 1939 par Erich Kleiber, et Désiré Defauw en 1937. De l'après guerre jusqu'en 1960, se succèdent uniquement des chefs invités tels qu’Édouard van Remoortel dès 1951 et André Vandernoot, invité régulièrement de 1954 à 1960. En 1960, l'orchestre devient l'orchestre officiel de la capitale.
L'ensemble participe régulièrement aux festivals de Flandre, de Wallonie et de l’Ost Belgien Festival.
L'Orchestre national est invité à jouer au festival de techno Tomorrowland lors de l'été 2015.
De 2017 à 2022, le directeur musical était le chef américain Hugh Wolff. En juin 2019, Antony Hermus a dirigé l'orchestre pour la première fois en tant que chef invité. Hermus est revenu pour une autre apparition en octobre 2020. En juillet 2021, l'orchestre a annoncé la nomination d'Hermus en tant que prochain chef d'orchestre principal, à compter de la saison 2022-2023, avec un contrat initial de quatre saisons. En septembre 2021, l'orchestre a annoncé les nominations de Michael Schønwandt en tant que nouveau chef associé, de Hugh Wolff en tant que chef d'orchestre émérite et de Roberto González-Monjas en tant que nouveau chef principal invité.

## Statut et subvention
L'Orchestre national de Belgique est l'une des trois institutions culturelles fédérales belges (avec le Palais des Beaux-Arts et la Monnaie). En 2025, la dotation fédérale annuelle à l'Orchestre est de 11 100 000 euros.

## Directeurs musicaux
- Edgard Davignon (1955-1957)
- André Cluytens (1958-1967)
- Michael Gielen (1969-1971)
- André Vandernoot (1974-1975)
- Georges Octors (1975-1983)
- Mendi Rodan (1983-1989)
- Ronald Zollman (en) (1989-1993)
- Iouri Simonov (1994-2002)
- Mikko Franck (2002-2007)
- Walter Weller (2007-2012)
- Andreï Boreïko (2012-2017)
- Hugh Wolff (2017-2021)
- Antony Hermus (2021-...)

## Premier chef invité
- Stefan Blunier (de) (2010-2013)

## Créations
- Henri Pousseur, L'Effacement du prince Igor (1971)
- Frédéric van Rossum, Der blaue Reiter (1971)
- Jacqueline Fontyn, Quatre sites (1981)
- Jacob Druckman, Demos (1992)
- Frédéric Van Rossum, Polyptyque (1986)
- Einojuhani Rautavaara, Book of Visions (2005) — commande l'orchestre[2].
- Wim Henderickx, Symphony No. 1 (At the Edge of the World) (2011) — commande l'orchestre
- Benoît Mernier, Concerto pour violon et orchestre (2014)
- Benoît Mernier, Concerto pour orgue et orchestre (2017)
- Annelies Van Parys, A War Requiem (2018) — commande de l'orchestre en mémoire de la Grande Guerre[5]
- Branford Marsalis, Cassandra (arr. Vince Mendoza) (2022) — commande de Bozar
- Jean-Luc Fafchamps, Ombres Célestes (2022) — première symphonie du compositeur belge
- Wim Henderickx, Rejoice! (Hymn for New Times) (2023)
- Apolline Jesupret, Bleue, pour orchestre (2024) — commande d'Ars Musica
- Piet Swerts, Sehnsucht - Fünf Stimmungsbilder nach Marie-Jo Lafontaine for cello and orchestra (2024)
- Thierry Escaich, Variations Litaniques (2024) — commande du Concours Reine Elisabeth (œuvre imposée en finale)